# 컴퓨터 인간
컴퓨터 인간(Deadly Friend)은 미국에서 제작된 웨스 크레이븐 감독의 1986년 영화이다. 매튜 라비오티스 등이 주연으로 출연하였고 로버트 M. 셔먼 등이 제작에 참여하였다.

## 출연

### 주연
- 매튜 라비오티스
- 크리스티 스완슨

### 조연
- 앤 트워미
- 앤 램지
- 리처드 마커스
- 러스 마틴

## 제작진
- 미술: 다니엘 A. 로미노